# Cyrus Rowlett Smith

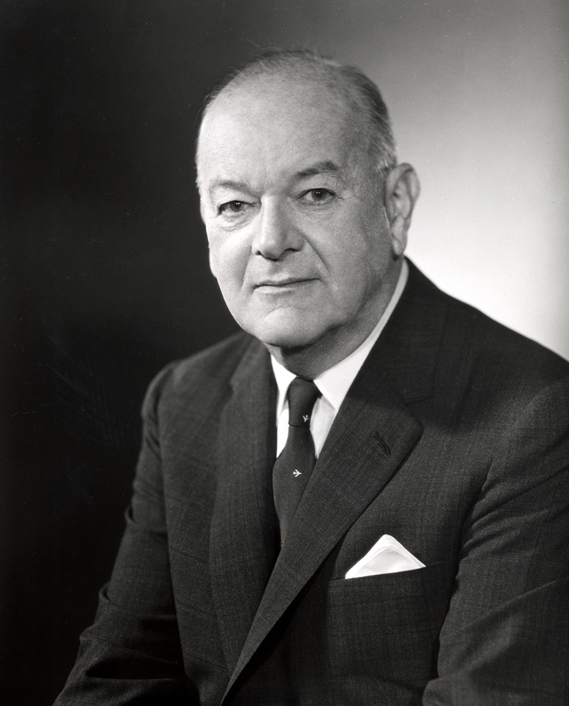
Cyrus Rowlett Smith

Cyrus Rowlett Smith (* 9. September 1899 in Minerva, Texas; † 4. April 1990 in Washington, D.C.), auch als C. R. Smith bekannt, war CEO von American Airlines von 1934 bis 1968 und später noch einmal von 1973 bis 1974. Chef des US-Handelsministeriums war er zwischen dem 6. März 1968 und dem 19. Januar 1969 unter Präsident Lyndon B. Johnson.

## Leben
Cyrus Rowlett Smith, geboren im Milam County, hatte eine Reihe von Geschäften in seiner Jugend, bevor er zu American Airlines kam, darunter ein Laden für Westernkleidung oder eine Firma die Angaben von jungen Müttern an Hersteller für Babybedarf verkaufte. Durch eine Empfehlung eines Verwandten landete er schließlich bei der Fluggesellschaft.
Smith wurde nachgesagt, er kennt alle Namen seiner Mitarbeiter bei American Airlines bis zum Ende seiner ersten Amtszeit. Während des Zweiten Weltkriegs verließ er die Fluggesellschaft und wurde zum Major General erhoben für das United States Air Transport Command. Nach dem Krieg kehrte er der Armee den Rücken und kam zurück zu American Airlines.
Auf einem Transkontinentalflug saß Smith 1953 neben einem Mitarbeiter von IBM und initiierte Sabre, das erste Computerreservierungssystem zur elektronischen Verarbeitung der Flugbuchungen, das im März 1964 in Betrieb ging.
Er war ein enger Freund vieler prominenter Persönlichkeiten aus Texas, unter anderem von Präsident Lyndon B. Johnson und dem langjährigen Sprecher des Repräsentantenhauses, Sam Rayburn. Die Freundschaften ebneten seinen Eintritt in das Kabinett 1968 als Handelsminister. Wegen seiner Aversion gegen Bürokratie kam es zu Streitereien. Die Position hatte er bis zum Ende der Amtszeit Johnsons im Januar 1969 inne.
1973 kehrte er zu American Airlines zurück in einer Phase von Misswirtschaft und Skandalen, obwohl er nach weniger als einem Jahr wieder in Rente ging mit der Aussage „arbeiten in der 747-Ära mit einer DC-6 in Kopf“. Das American Airlines C. R. Smith Museum in Fort Worth ist nach seinem Namen benannt.
Nach seinem Tod 1990 wurde C. R. Smith im Arlington National Cemetery begraben.